# Umoe Gruppen AS
Umoe Gruppen AS är ett norskt privat företag av konglomeratkaraktär.
Företaget grundades som Ulltveit-Moe AS 1984 av Jens Ulltveit-Moe och har vuxit till att bli en av de största privata företagsgrupperna i Norge. Det verkar inom fyra områden: sjöfart (inklusive Knutsen OAS shipping AS), bioenergi, varv och restauranger.

Umoe har sitt ursprung i rederiet Knutsen OAS Shipping, i vilket företagets fordringsägare satte in Jens Ulltveit-Moe som chef, efter det att företaget hamnat i obestånd i slutet av 1970-talet. Jens Ulltveit-Moe reorganiserade företaget och blev så småningom storägare i det. Han köpte 1986 livbåtstillverkaren Harding Safety i Rosendal, som 1995 slogs samman med Schat Watercraft till Schat-Harding. Umoe köpte 1990 Haugesund Mekaniske Verksted samt Sterkoder skipsbyggeri i Kristiansund. Haugesund Mekaniske Verksted såldes till ABB 2000 och Sterkoder lades ned 2003. 
Umoe övertog 2000 Kværners skeppsvarv i Mandal, numera Umoe Mandal, och 2002 Reitan-Narvesens restaurangrörelse, inklusive Peppes Pizza, Burger King i Norge och cateringföretaget Togservice. År 2004 köptes Bravidas IT-verksamhet och teleinstallatören Sønnico.